# Callionymus kanakorum
Callionymus kanakorum is een straalvinnige vissensoort uit de familie van pitvissen (Callionymidae). De wetenschappelijke naam van de soort is voor het eerst geldig gepubliceerd in 2006 door Fricke.